# Kleiner Lafatscher
Le Kleiner Lafatscher ou Petit Lafatscher est un sommet des Alpes, à 2 636 m, dans le massif des Karwendel, et précisément du chaînon de Gleirsch-Halltal, en Autriche (Tyrol).